# Наумково (Спировский район, у деревни Дупле)
Наумково — деревня в Спировском районе Тверской области.

## География
Находится в центральной части Тверской области на расстоянии приблизительно 16 км по прямой на север-северо-восток от районного центра поселка Спирово недалеко от деревни Дупле.

## История
Деревня была отмечена как Наумова ещё на карте 1825 года. В 1859 году здесь (деревня Вышневолоцкого уезда) было учтено 4 двора. До 2021 года входила в состав Пеньковского сельского поселения Спировского района до его упразднения.

## Население
Численность населения: 80 человек (1859 год), 10 (русские 100 %) в 2002 году, 2 в 2010.